# Guatemala International
Die Guatemala International sind offene internationale Meisterschaften von Guatemala im Badminton. Sie werden seit den 1990er Jahren in unregelmäßigen Abständen ausgetragen, fanden jedoch über einen längeren Zeitraum nicht statt. Seit 2009 wurde wieder zu einer regelmäßigen Austragung übergegangen. Das Turnier hat den Status einer BWF International Series. Des Weiteren gibt es als internationale Meisterschaften Guatemalas noch die Guatemala International Challenge und die Guatemala Future Series, wobei bis 2016 Austragungen der Guatemala International auch als Future Series oder International Challenge stattfanden. 2017 wurden Future Series und International Series erstmals parallel ausgetragen, 2023 gab es zusätzlich auch noch eine International Challenge.

## Die Sieger
| Saison    | Herreneinzel      | Dameneinzel          | Herrendoppel                        | Damendoppel                              | Mixed                               |
| --------- | ----------------- | -------------------- | ----------------------------------- | ---------------------------------------- | ----------------------------------- |
| 1997      | Kenneth Erichsen  | Nigella Saunders     | Christian Erichsen Kenneth Erichsen | Alya Lewis Nigella Saunders              | Robert Richards Nigella Saunders    |
| 1998      | Kevin Han         | Jody Patrick         | Howard Bach Mark Manha              | Milaine Cloutier Robbyn Hermitage        | Brent Olynyk Robbyn Hermitage       |
| 1999      | Kevin Han         | Denyse Julien        | Howard Bach Mark Manha              | Denyse Julien Charmaine Reid             | José Antonio Crespo Dolores Marco   |
| 2000 2002 | nicht ausgetragen | nicht ausgetragen    | nicht ausgetragen                   | nicht ausgetragen                        | nicht ausgetragen                   |
| 2003      | Richard Vaughan   | Miho Tanaka          | Keita Masuda Tadashi Ohtsuka        | Yoshiko Iwata Miyuki Tai                 | Philippe Bourret Denyse Julien      |
| 2004 2011 | nicht ausgetragen | nicht ausgetragen    | nicht ausgetragen                   | nicht ausgetragen                        | nicht ausgetragen                   |
| 2012      | Kevin Cordón      | Nikte Sotomayor      | Jonathan Solís Rodolfo Ramírez      | Ana Lucia de Leon Nikte Sotomayor        | Anibal Marroquín Nikte Sotomayor    |
| 2013      | Rodolfo Ramírez   | Berónica Vivieca     | Jonathan Solís Rodolfo Ramírez      | Krisley Nohemi Lopez Nikte Sotomayor     | Jonathan Solís Nikte Sotomayor      |
| 2016      | Osleni Guerrero   | Lohaynny Vicente     | Alwin Francis Tarun Kona            | Mariana Isabel Paiz Quan Nikte Sotomayor | Jonathan Solís Nikte Sotomayor      |
| 2017      | Kevin Cordón      | Daniela Macías       | Phillip Chew Ryan Chew              | Daniela Macías Dánica Nishimura          | Leodannis Martínez Tahimara Oropeza |
| 2018      | Kevin Cordón      | Talia Ng             | Rubén Castellanos Aníbal Marroquín  | Talia Ng Josephine Wu                    | Joshua Hurlburt-Yu Josephine Wu     |
| 2019      | Kevin Cordón      | Ghaida Nurul Ghaniyu | Fabrício Farias Francielton Farias  | Jaqueline Lima Sâmia Lima                | Fabrício Farias Jaqueline Lima      |
| 2020      | abgesagt          | abgesagt             | abgesagt                            | abgesagt                                 | abgesagt                            |
| 2021      | Kevin Cordón      | Jennie Gai           | Kevin Lee Ty Alexander Lindeman     | Francesca Corbett Allison Lee            | Ty Alexander Lindeman Josephine Wu  |
| 2022      | Giovanni Toti     | Hristomira Popovska  | Anibal Marroquín Jonathan Solís     | Sharon Au Jeslyn Chow                    | Jonathan Solís Diana Corleto Soto   |
| 2023      | Kevin Cordón      | Ishika Jaiswal       | Job Castillo Luis Montoya           | Diana Corleto Soto Nikte Sotomayor       | Koceila Mammeri Violette Mammeri    |
| 2024      | nicht ausgetragen | nicht ausgetragen    | nicht ausgetragen                   | nicht ausgetragen                        | nicht ausgetragen                   |